# يتسكي أودا
يتسكي أودا (باليابانية: 小田 逸稀) (16 يوليو 1998 في ساغا في اليابان – )؛ هو لاعب كرة قدم كان يلعب كمدافع.

## وصلات خارجية
- يتسكي أودا على موقع رابطة كرة القدم اليابانية للمحترفين (اليابانية)
- يتسكي أودا على موقع إي إس بي إن إف سي (الإنجليزية)
- يتسكي أودا على موقع قاعدة بيانات كرة القدم.إي يو (الإنجليزية)
- يتسكي أودا على موقع Soccerbase.com (لاعب) (الإنجليزية)
- يتسكي أودا على موقع Soccerway.com (الإنجليزية)
- يتسكي أودا على موقع عالم كرة القدم.نت (الإنجليزية)